# Јелена Славна
Јелена Славна (умрла 976. године) је била хрватска краљица, супруга Михаила Крешимира II и мајка Стјепана Држислава. 
Јелена је потицала из тада најмоћније задарске патрицијске породице Мадијеваца и имала је велике поседе, као и свој двор. 

## Биографија
Према хроници Томе Архиђакона, Јелена је саградила и обдарила две цркве, цркву Свете Марије и цркву Светог Стјепана на острву у Солину. О постојању цркава на острву сведоче и документи из 1397. године из архива Сплитске надбискупије. Након тога не постоје историјски записи, па се не зна шта се дешавало са црквама касније, али је предпоставка да је након 1647. године, када су млечани ослободили Солин и Клис и населили острва да је на темељима порушене цркве Св.Марије изграђена нова црква Госпе од Отока.  Неки извори наводе да је Црква Св.Стјепана требала да буде гробница хрватских краљева, а црква Св.Марије место где би се вршила крунисања. 
У атријуму Светог Стефана покопана је заједно са Михаилом Крешимиром. У 13. веку солински бенедиктинци, према наводима Томе Архиђакона још увек обележавају спомен над Јеленом. Године 1898. открио је Фране Булић крхотине Јеленине надгробне плоче са епитафом на коме је описана као „мајка сирочади и заштитница удовица”. Фердо Шишић на основу овог натписа заснива претпоставку о самосталној Јелениној владавини као регента њеног малолетног сина. Пред смрт се повукла у манастир. 